# Gmina Drohiczyn
Die Gmina Drohiczyn [drɔˈxʲit͡ʂɨn] ist eine Stadt-und-Land-Gemeinde im Powiat Siemiatycki der Woiwodschaft Podlachien in Polen. Ihr Sitz ist die gleichnamige Kleinstadt mit etwa 2000 Einwohnern.

## Geographie
Die Gemeinde liegt im Süden der Woiwodschaft Podlachien im Nordosten des Landes. Zu den Gewässern gehört der Westliche Bug.

## Gliederung
Zur Stadt-und-Land-Gemeinde Drohiczyn gehören neben der Stadt die Schulzenämter: Arbasy Duże, Bujaki, Bryki, Bużyski, Chechłowo, Chrołowice, Chutkowice, Klepacze, Kłyzówka, Koczery, Lisowo, Lisowo-Janówek, Łopusze, Miłkowice-Janki, Miłkowice-Maćki, Miłkowice-Paszki, Miłkowice-Stawki, Minczewo, Narojki, Obniże, Ostrożany, Putkowice Nadolne, Putkowice Nagórne, Rotki, Runice, Sady, Siekierki, Sieniewice, Skierwiny, Śledzianów, Smarklice, Smorczewo, Sytki, Tonkiele, Wierzchuca Nagórna, Wólka Zamkowa und Zajęczniki.